# Adelssitz Holmbrunn

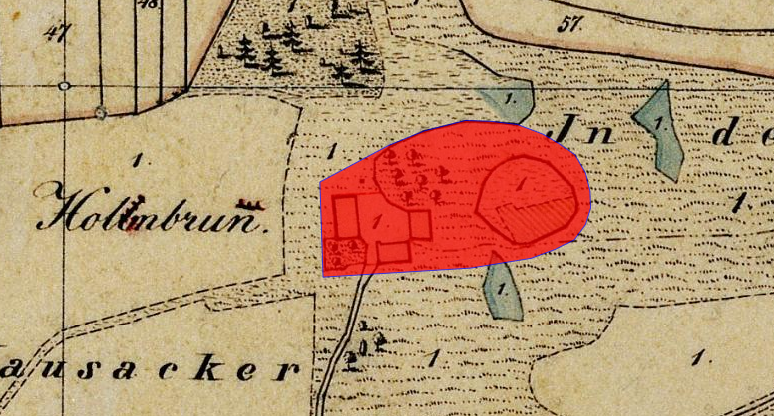
Lageplan des Adelssitzes Holmbrunn auf dem Urkataster von Bayern

Der abgegangene Adelssitz Holmbrunn lag in Holmbrunn, einem Gemeindeteil der oberpfälzischen Gemeinde Niedermurach im Landkreis Schwandorf. Die Anlage wird als Bodendenkmal unter der Aktennummer D-3-6540-0070 als „Wüstung des mittelalterlichen Adelssitzes und frühneuzeitlichen Landsassengutes Holmbrunn“ geführt.

## Geschichte
„Holnpron“ wird erstmals 1330 im Zusammenhang mit den Murachern erwähnt; dabei verpflichtete sich Albrech der Mvracher von Mvrach seinem Vetter, Herrn Chunraden des Murachers Sohn, für den Zehent aus dem Acker zu „Holnpron“ jedes Jahr sieben Garben Getreide zu entrichten. Auch nach dem ältesten Leuchtenberger Lehenbuch von 1396/99 war ein Muracher mit dem Zehent von „Holnprunn“ belehnt. 1427 wird Caspar der Zenger zw „Holnprunn“ als Zeuge eines Muracher Güterverkaufs an das Kloster Schönthal genannt. Auf Ansuchen der Witwe Elisabeth Barbara von Murach wurde Holmbrunn 1702 zu einem Landsassengut erhoben. Erster Besitzer wurde ihr Sohn Ludwig Adam von Murach, der 1708 die Landsassenpflicht ablegte. 1716 wurde der Besitz an Christian Lorenz von Gerz und dessen Frau Anna Maria Katharinam, geb. Sazenhofen, um 2000 fl verkauft. 1728 ist als Landsasse Johann Joseph Clement Freiherr von Weichs eingetragen. 1738 verkaufte dieser Holmbrunn an Johann Andrä Rueland († 1777) um 1300 fl. 1767 werden zu Holmbrunn ein Edelsitz und ein herrschaftliches Tagwerkerhäusl für Inleute genannt. 1792 ist Johann Götz als Besitzer belegt. 1796 ist Dorothea Theresia von Götz als Landsassin eingetragen. Holmbrunn gehörte 1780 zum Pfarrbezirk Niedermurach.
Das Areal des früheren Adelsitzes ist heute nur von einem Nebengebäude des Einödhofes Holnbrunn bebaut, dieser liegt unmittelbar südwestlich des abgegangenen Adelssitzes.